# Championnat de Belgique masculin de handball 1997-1998
Navigation
Division 1 1996-1997 Division 1 1998-1999
La saison 1997-1998 du championnat de Belgique masculin de handball fut la 40e édition de la plus haute division belge de handball. La première phase du championnat la phase classique, est suivi d'une phase finale pour désigner le champion de Belgique.
Cette édition est remportée par l'Initia HC Hasselt, champion pour la neuvième fois de son histoire. Le club limbourgeois réalise le doublé puisqu'il remporte également la Coupe de Belgique.
Enfin, le KTSV Eupen 1889 et la JS Athénée de Montegnée sont relégués et seront remplacés la saison suivante par le HC Kiewit et le HC Amay.

## Participants
| Club                    | Matricule | Classement 1996-1997 | Localisation | Salle | Capacité |
| ----------------------- | --------- | -------------------- | ------------ | ----- | -------- |
| Initia HC Hasselt       | 1er       | 142                  | Hasselt      | ?     | ?        |
| Sporting Neerpelt       | 2e        | 112                  | Neerpelt     | ?     | ?        |
| HC Herstal-Liège        | 3e        | 48                   | Liège        | ?     | ?        |
| Union beynoise          | 4e        | 3                    | Beyne-Heusay | ?     | ?        |
| Olse Merksem HC         | 5e        | 58                   | Anvers       | ?     | ?        |
| HCE Tongeren            | 6e        | 143                  | Tongres      | ?     | ?        |
| KTSV Eupen 1889         | 7e        | 5                    | Eupen        | ?     | ?        |
| Ajax Lebbeke            | 8e        | 40                   | Lebbeke      | ?     | ?        |
| HC Eynatten             | 9e        | 14                   | Eynatten     | ?     | ?        |
| KV Sasja HC Hoboken     | 10e       | 41                   | Anvers       | ?     | ?        |
| HK Waasmunster          | 1er (D2)  | 357                  | Eynatten     | ?     | ?        |
| JS Athénée de Montegnée | 2e (D2)   | 86                   | Gand         | ?     | ?        |

### Localisation
| \| HCE Tongeren Initia HC Hasselt KV Sasja Sporting Neerpelt HC Eynatten Union Beynoise Olse Merksem HC Herstal-Liège Ajax Lebbeke Athénée HK Waasmunster KTSV Eupen \| Localisation des clubs engagés dans le championnat |
| HCE Tongeren Initia HC Hasselt KV Sasja Sporting Neerpelt HC Eynatten Union Beynoise Olse Merksem HC Herstal-Liège Ajax Lebbeke Athénée HK Waasmunster KTSV Eupen                                                          |

Nombre d'équipes par Province
| # | Province                      | Nombre | Équipe(s)                                                                               |
| - | ----------------------------- | ------ | --------------------------------------------------------------------------------------- |
| 1 | Province de Liège             | 5      | HC Eynatten, Union beynoise, HC Herstal-Liège, KTSV Eupen 1889, JS Athénée de Montegnée |
| 2 | Province de Limbourg          | 3      | Initia HC Hasselt, HCE Tongeren, Sporting Neerpelt                                      |
| 3 | Province d'Anvers             | 2      | KV Sasja HC Hoboken, Olse Merksem HC                                                    |
| 3 | Province de Flandre-Orientale | 2      | Ajax Lebbeke, HK Waasmunster                                                            |

## Compétition

### Organisation du championnat
La saison régulière est disputée par 12 équipes jouant chacune l'une contre l'autre à deux reprises selon le principe des phases aller et retour. Une victoire rapporte 2 points, une égalité, 1 point et une défaite 0 point.
Après la saison régulière, les 4 équipes les mieux classées s'engagent dans la phase finale. Une phase qui débute par les demi-finales. C'est-à-dire que le premier de la phase régulière affronte le quatrième alors que le deuxième affronte le troisième au meilleur des trois manches. Ensuite les deux équipes qualifiées jouent le titre de champion. Elles se rencontrent également au meilleur des trois manches qui débute également chez le moins bien classé de la phase régulière. Quant aux deux autres équipes, elles s'engagent dans la finale pour la troisième place. Tout comme la finale pour le titre, celle-ci se déroule selon les mêmes principes.
Pour ce qui est des huit autres équipes, elles voient leur saison s'achever. Contrairement aux autres éditions, les trois dernières et non les deux dernières équipes sont relégués en deuxième division.

### Saison régulière

#### Classement
Le classement final de la saison régulière est
|    | Équipe                    | Pts | J  | G  | N | P  | Bp  | Bc  | Diff |
| -- | ------------------------- | --- | -- | -- | - | -- | --- | --- | ---- |
| 1  | Initia HC Hasselt (C) (T) | 41  | 22 | 20 | 1 | 1  | 637 | 416 | 221  |
| 2  | Sporting Neerpelt         | 39  | 22 | 19 | 1 | 2  | 679 | 476 | 203  |
| 3  | Ajax Lebbeke              | 26  | 22 | 13 | 0 | 9  | 557 | 518 | 39   |
| 4  | HCE Tongeren              | 26  | 22 | 13 | 0 | 9  | 564 | 535 | 29   |
| 5  | Union beynoise            | 24  | 22 | 11 | 2 | 9  | 543 | 496 | 47   |
| 6  | Olse Merksem HC           | 23  | 22 | 11 | 1 | 10 | 565 | 534 | 31   |
| 7  | HC Herstal-Liège          | 21  | 22 | 9  | 3 | 10 | 509 | 523 | -14  |
| 8  | HC Eynatten               | 20  | 22 | 9  | 2 | 11 | 537 | 530 | 7    |
| 9  | HK Waasmunster            | 16  | 22 | 6  | 4 | 12 | 434 | 486 | -52  |
| 10 | KV Sasja HC Hoboken       | 14  | 22 | 6  | 2 | 14 | 507 | 563 | -56  |
| 11 | KTSV Eupen 1889           | 12  | 22 | 4  | 4 | 14 | 544 | 611 | -67  |
| 12 | JS Athénée de Montegnée   | 2   | 22 | 1  | 0 | 21 | 392 | 780 | -388 |

|                 | Qualification pour la phase finale |
|                 | Relégué en deuxième division       |
| (T)             | Tenant du titre                    |
| en augmentation | Promu de 1998                      |
| (C)             | Vainqueur de la Coupe de Belgique  |

##### Évolution du Classement
- Leader du classement

| AJA | HER | HCE Tongeren | HCE Tongeren | HCE Tongeren | Initia HC Hasselt | Initia HC Hasselt | Initia HC Hasselt | Initia HC Hasselt | Initia HC Hasselt | Initia HC Hasselt | Initia HC Hasselt | Initia HC Hasselt | Initia HC Hasselt | Initia HC Hasselt | Initia HC Hasselt | Initia HC Hasselt | Initia HC Hasselt | Initia HC Hasselt | Initia HC Hasselt | Initia HC Hasselt | Initia HC Hasselt |  |  |  |  |  |  |  |  |
|     |     |              |              |              |                   |                   |                   |                   |                   |                   |                   |                   |                   |                   |                   |                   |                   |                   |                   |                   |                   |  |  |  |  |  |  |  |  |
| 01  | 02  | 03           | 04           | 05           | 06                | 07                | 08                | 09                | 10                | 11                | 12                | 13                | 14                | 15                | 16                | 17                | 18                | 19                | 20                | 21                | 22                |  |  |  |  |  |  |  |  |

- Journée par journée

| Club                    | 1  | 2  | 3  | 4  | 5  | 6  | 7  | 8  | 9  | 10 | 11 | 12 | 13 | 14 | 15 | 16 | 17 | 18 | 19 | 20 | 21 | 22 |
| ----------------------- | -- | -- | -- | -- | -- | -- | -- | -- | -- | -- | -- | -- | -- | -- | -- | -- | -- | -- | -- | -- | -- | -- |
| Sporting Neerpelt       | 2  | 6  | 8  | 6  | 4  | 4  | 3  | 2  | 3  | 2  | 2  | 2  | 2  | 2  | 2  | 2  | 2  | 2  | 2  | 2  | 2  | 2  |
| HC Herstal-Liège        | 3  | 1  | 2  | 4  | 5  | 7  | 7  | 7  | 7  | 7  | 6  | 7  | 6  | 6  | 6  | 6  | 7  | 7  | 7  | 7  | 7  | 7  |
| KV Sasja HC Hoboken     | 11 | 11 | 11 | 11 | 11 | 10 | 10 | 9  | 9  | 9  | 10 | 10 | 11 | 11 | 11 | 11 | 11 | 11 | 11 | 11 | 10 | 10 |
| Olse Merksem HC         | 7  | 10 | 9  | 7  | 6  | 5  | 5  | 5  | 5  | 4  | 4  | 4  | 4  | 5  | 5  | 5  | 5  | 5  | 5  | 5  | 5  | 5  |
| Union beynoise          | 5  | 4  | 6  | 8  | 7  | 6  | 6  | 6  | 6  | 6  | 7  | 6  | 7  | 7  | 8  | 7  | 6  | 6  | 6  | 6  | 6  | 6  |
| Initia HC Hasselt       | 6  | 3  | 3  | 2  | 2  | 1  | 1  | 1  | 1  | 1  | 1  | 1  | 1  | 1  | 1  | 1  | 1  | 1  | 1  | 1  | 1  | 1  |
| Ajax Lebbeke            | 1  | 5  | 4  | 3  | 3  | 2  | 2  | 3  | 4  | 5  | 5  | 5  | 5  | 4  | 3  | 3  | 3  | 3  | 3  | 3  | 3  | 3  |
| HK Waasmunster          | 9  | 9  | 10 | 9  | 10 | 11 | 12 | 12 | 11 | 9  | 9  | 9  | 10 | 9  | 9  | 9  | 9  | 9  | 9  | 9  | 9  | 9  |
| HC Eynatten             | 10 | 7  | 5  | 5  | 8  | 8  | 8  | 8  | 8  | 8  | 8  | 8  | 8  | 8  | 7  | 8  | 8  | 8  | 8  | 8  | 8  | 8  |
| HCE Tongeren            | 4  | 2  | 1  | 1  | 1  | 3  | 4  | 4  | 2  | 3  | 3  | 3  | 3  | 3  | 4  | 4  | 4  | 4  | 4  | 4  | 4  | 4  |
| KTSV Eupen 1889         | 8  | 8  | 7  | 9  | 9  | 9  | 9  | 10 | 10 | 10 | 11 | 11 | 9  | 10 | 10 | 10 | 10 | 10 | 10 | 10 | 11 | 11 |
| JS Athénée de Montegnée | 12 | 12 | 12 | 12 | 12 | 12 | 11 | 11 | 12 | 12 | 12 | 12 | 12 | 12 | 12 | 12 | 12 | 12 | 12 | 12 | 12 | 12 |

#### Matchs
| Résultats (dom.\ext.)                                      | SNE   | WAA   | HER   | IHA   | KVS   | OME   | UBE   | HCE   | EUP   | AJA   | JSAM  | HCET  |
| Sporting Neerpelt                                          |       | 34-14 | 31-21 | 24-31 | 35-27 | 32-24 | 22-19 | 31-19 | 35-20 | 30-24 | 38-24 | 32-17 |
| HK Waasmunster                                             | 21-32 |       | 22-22 | 15-26 | 16-23 | 25-23 | 17-18 | 15-24 | 21-21 | 20-23 | 33-16 | 22-26 |
| HC Herstal-Liège                                           | 19-33 | 20-24 |       | 15-19 | 20-20 | 26-21 | 31-24 | 22-18 | 32-21 | 24-26 | 30-21 | 25-22 |
| Initia HC Hasselt                                          | 19-19 | 34-15 | 32-14 |       | 34-24 | 23-21 | 24-22 | 32-21 | 36-21 | 31-27 | 50-12 | 23-20 |
| KV Sasja HC Hoboken                                        | 20-26 | 23-27 | 23-21 | 15-26 |       | 25-32 | 25-31 | 28-30 | 31-23 | 24-28 | 28-21 | 24-28 |
| Olse Merksem HC                                            | 25-34 | 34-21 | 26-21 | 22-25 | 23-18 |       | 27-24 | 26-20 | 29-28 | 27-23 | 36-17 | 30-27 |
| Union Beynoise                                             | 19-20 | 17-17 | 20-24 | 16-21 | 28-21 | 27-27 |       | 26-23 | 32-21 | 21-18 | 38-23 | 35-24 |
| HC Eynatten                                                | 23-33 | 22-18 | 23-23 | 18-29 | 24-25 | 25-21 | 20-20 |       | 25-25 | 29-17 | 38-17 | 20-21 |
| KTSV Eupen 1889                                            | 29-27 | 22-22 | 22-23 | 24-33 | 30-30 | 28-23 | 21-23 | 26-32 |       | 29-26 | 39-22 | 24-27 |
| Ajax Lebbeke                                               | 21-26 | 17-13 | 25-24 | 21-19 | 33-22 | 23-21 | 29-20 | 22-27 | 30-25 |       | 43-14 | 28-26 |
| JS Athénée de Montegnée                                    | 14-55 | 8-24  | 16-32 | 13-42 | 17-29 | 23-30 | 18-40 | 20-27 | 25-24 | 18-30 |       | 14-37 |
| HCE Tongeren                                               | 25-30 | 24-27 | 34-20 | 17-28 | 27-25 | 19-17 | 22-21 | 30-27 | 27-21 | 27-23 | 37-19 |       |
| - Victoire à domicile - Match nul - Victoire à l'extérieur |       |       |       |       |       |       |       |       |       |       |       |       |

### Phase finale

#### Demi-finale
,
| 26 mars 1998 | HCE Tongeren | 19-19 | Initia HC Hasselt | Tongres, KTA 3 |

| 28 mars 1998 | Initia HC Hasselt | 25-11 | HCE Tongeren | Hasselt, Sporthal Alverberg |

L'Initia HC Hasselt est qualifié au détriment du HCE Tongeren pour la finale du championnat.
| 26 mars 1998 | Ajax Lebbeke | 30-32 | Sporting Neerpelt | Lebbeke |

| 14 avril 1999 | Sporting Neerpelt | 37-23 | Ajax Lebbeke | Neerpelt, Sportcentrum Dommelhof |

Le Sporting Neerpelt est qualifié au détriment de l'Ajax Lebbeke pour la finale du championnat.

#### Matchs pour la troisième place
Le HCE Tongeren gagne la petite finale au détriment de l'Ajax Lebbeke.

#### Finale
| 01 avril 1998 | Sporting Neerpelt | ?-? | Initia HC Hasselt | Neerpelt, Sportcentrum Dommelhof |

| 04/05 mars 1999 | Initia HC Hasselt | 26-20  | Sporting Neerpelt   | Hasselt, Sporthal Alverberg |
| 04/05 mars 1999 | Joseph Delpire 9  | (11-5) | Patrick Catteeuw 10 | Hasselt, Sporthal Alverberg |
| 04/05 mars 1999 | archive Lesoir    |        |                     | Hasselt, Sporthal Alverberg |

L'Initia HC Hasselt remporte son neuvième sacre de champion de Belgique.

### Champion
| Champion de Belgique 1997-1998 Initia Handbal Club Hasselt 9e titre |

## Bilan

### Classement final
| Rang | Équipe                  | En Coupe de Belgique |
| ---- | ----------------------- | -------------------- |
| 1er  | Initia HC Hasselt (T)   | Vainqueur            |
| 2e   | Sporting Neerpelt       | ?                    |
| 3e   | HCE Tongeren            | ?                    |
| 4e   | Ajax Lebbeke            | ?                    |
| 5e   | Union beynoise          | ?                    |
| 6e   | Olse Merksem HC         | Finaliste            |
| 7e   | HC Herstal-Liège        | ?                    |
| 8e   | HC Eynatten             | ?                    |
| 9e   | HK Waasmunster          | ?                    |
| 10e  | KV Sasja HC Hoboken     | ?                    |
| 11e  | KTSV Eupen 1889         | ?                    |
| 12e  | JS Athénée de Montegnée | ?                    |

|                 | Champion de Belgique et qualifiés pour la Ligue des champions |
|                 | Qualifié en Coupe de l'EHF                                    |
|                 | Qualifié en Coupe des coupes                                  |
|                 | Qualifié en Coupe des Villes                                  |
|                 | Relégués en division 2                                        |
| (T)             | Tenant du titre                                               |
| en augmentation | Promu de début de saison en Division 1                        |

### Parcours en coupes d'Europe
Le parcours des clubs belges en coupes d'Europe est important puisqu'il détermine le coefficient EHF, et donc le nombre de clubs espagnoles présents en coupes d'Europe les années suivantes.
| Club              | Compétition         | Tour d'entrée  | Résultat                  | Dernier adversaire       |
| Initia HC Hasselt | Ligue des champions | Deuxième tour  | éliminé au Deuxième tour  | TBV Lemgo                |
| Sporting Neerpelt | Coupe des coupes    | 1/16 de finale | éliminé au 1/16 de finale | TSV St. Otmar Saint-Gall |
| Union Beynoise    | Coupe de l'EHF      | 1/16 de finale | éliminé au 1/16 de finale | Thrifty Aalsmeer         |
| HC Herstal-Liège  | Coupe des Villes    | 1/16 de finale | éliminé au 1/16 de finale | Fibrex Săvinești         |

### Bilan de la saison
| Tableau d'honneur de la saison 1997-1998 |                                         |                       |
| Compétition                              | Vainqueur                               | Commentaire           |
| Championnat de Belgique                  | Initia HC Hasselt                       | 9e titre              |
| Coupe de Belgique                        | Initia HC Hasselt                       | 4e victoire           |
| Qualifications européennes               |                                         |                       |
| Compétition                              | Qualifiés                               | Commentaire           |
| Ligue des champions                      | Initia HC Hasselt                       | Champion              |
| Coupe des coupes                         | Olse Merksem HC                         | Finaliste de la coupe |
| Coupe de l'EHF                           | Sporting Neerpelt                       | 2e du championnat     |
| Coupe des Villes                         | HCE Tongeren                            | 3e du championnat     |
| Promotions et relégations                |                                         |                       |
| Promu de Division 2 (D2)                 | HC Amay HC Kiewit                       | (classement inconnu)  |
| Relégation en Division 2 (D2)            | KTSV Eupen 1889 JS Athénée de Montegnée | 11e 12e               |